# Franz Haller von Hallerkeö
Franz Haller von Hallerkeö indicato anche come Franz Haller von Hallerstein (Siebenbürgen, 24 marzo 1796 – Vienna, 5 marzo 1875) è stato un generale austriaco.

## Biografia
Franz Haller von Hallerkeö nacque in seno ad una nobile famiglia in quanto suo padre, il conte Joseph, era appartenente alla casata norimbergense di Haller von Hallerstein e si era maritato con la contessa Maria Teresa Koháry de Csábrágh et Szitnya. Egli era figlio terzogenito.
Dopo aver studiato legge, si arruolò nell'esercito e dopo la battaglia di Lipsia venne nominato ufficiale sul campo di battaglia. Per diversi anni poi fu tesoriere del Palatino d'Ungheria, l'arciduca Giuseppe Antonio Giovanni d'Asburgo-Lorena, allora colonnello di un reggimento di ussari e, infine, divenne primo tenente della guardia del corpo reale ungherese.
Nel 1841 venne nominato viceré in Croazia ed allo stesso tempo venne promosso Maggiore Generale, consigliere reale e divenne proprietario di due reggimenti confinari. Nel 1845 respinse il ruolo di Bano di Croazia. Tra il 1848 ed il 1849 prese parte alla campagna in Italia dove venne nominato comandante della fortezza di Peschiera e divenne proprietario del 12º reggimento di ussari. Nel 1856 venne nominato dall'arciduca Alberto d'Asburgo-Teschen al posto di vice-governatore dell'Ungheria. Pensionato nel 1860 col grado di generale di cavalleria, venendo nominato dal 1861 membro della Camera Alta del Consiglio Imperiale con carica a vita.